# Harmațca
Harmațca (in russo Гармацкое?)  è un comune della Moldavia controllato dalla autoproclamata repubblica di Transnistria. È compreso nel Distretto di Dubăsari con 4.000 abitanti (dato 2004).